# Ивлевка
Ивлевка — деревня Архангельского сельсовета Елецкого района Липецкой области. 
В деревня одна улица Ивовая. 
Деревня сильно пострадала от голода 1932—1933 годов.  

## География
Расположена не далеко от магистрали «Дон»

## Знаменитые уроженцы
Бурдуков Иван Иванович (1911 г.р) - военнослужащий призванный в ряды армии в 1941 году и воевавшим на территории Италии в сопротивление. 

## Население
| 2010 |
| ---- |
| 0    |